# 11191 Paskvić
11191 Paskvić eller 1998 XW16 är en asteroid i huvudbältet som upptäcktes den 15 december 1998 av den kroatiska astronomen Korado Korlević vid Višnjan-observatoriet. Den är uppkallad efter astronomen Ivan Paskvić.
Asteroiden har en diameter på ungefär 8 kilometer.